# Victoria 3
Victoria 3 är ett strategidatorspel producerat av Paradox Interactive och släppt år 2022, som uppföljare till Victoria II. Spelet utspelar sig under industriella revolutionen.